# Gautam Buddha Nagar (distrikt)
Gautam Buddha Nagar (hindi: गौतम बुद्ध नगर ज़िला, urdu: گوتم بدھ نگر ضلع) er et distrikt i den indiske delstat Uttar Pradesh. Distriktets hovedstad er Noida. 

## Demografi
Ved folketællingen i 2011 var der 1.674.714 indbyggere i distriktet, mod 1.202.030 i 2001, heraf udgjorde bybefolkningen 59,56 %.
Børn i alderen 0 til 6 år udgjorde 14,64 % i 2011 mod 18,17 % i 2001. Antallet af piger per tusinde drenge i denne aldersgruppe var 854 i 2011.